# Karlskoga landsfiskalsdistrikt
Karlskoga landsfiskalsdistrikt var 1918–1964 ett landsfiskalsdistrikt i Örebro län, bildat när Sveriges indelning i landsfiskalsdistrikt trädde i kraft den 1 januari 1918, enligt beslut den 7 september 1917. Den 1 januari 1965 avskaffades i Sverige samtliga landsfiskaler och landsfiskalsdistrikt, och deras arbetsuppgifter delades upp på de nyskapade indelningarna polisdistrikt, åklagardistrikt och kronofogdedistrikt.
När Sveriges nya indelning i landsfiskalsdistrikt trädde i kraft den 1 oktober 1941 (enligt kungörelsen den 28 juni 1941) upphörde Karlskoga stads stadsfiskalstjänst och landsfiskalsdistriktet fick två anställda landsfiskaler: den ena som polischef och allmän åklagare, och den andra som utmätningsman.
Landsfiskalsdistriktet låg under länsstyrelsen i Örebro län.

## Ingående områden
Den 1 januari 1925 bildades Degerfors landskommun genom utbrytning ur Karlskoga landskommun. Landskommunen ombildades den 1 januari 1940 till Karlskoga stad. Degerfors landskommun ombildades 1 januari 1943 till Degerfors köping. När Sveriges nya indelning i landsfiskalsdistrikt trädde i kraft den 1 januari 1952 (enligt kungörelsen 1 juni 1951) ändrades distriktets omfattning.

### Från 1918
Karlskoga bergslags härad:
- Bjurtjärns landskommun
- Karlskoga landskommun

### Från 1925
Karlskoga bergslags härad:
- Bjurtjärns landskommun
- Degerfors landskommun
- Karlskoga landskommun

### Från 1940
- Karlskoga stad

Karlskoga bergslags härad:
- Bjurtjärns landskommun
- Degerfors landskommun

### Från 1943
- Karlskoga stad

Karlskoga bergslags härad:
- Bjurtjärns landskommun
- Degerfors köping

### Från 1 januari 1952
- Karlskoga stad
- Degerfors köping